# Natàlia Stassiuk
Natàlia Stassiuk (rus: Наталья Викторовна Стасюк)  (Hòmiel, 21 de gener de 1969) és una remadora belarussa, ja retirada, que va competir durant la dècada de 1990.
El 1992 va prendre part en els Jocs Olímpics d'Estiu de Barcelona com a membre de l'Equip Unificat. Fou quarta en la prova del vuit amb timoner del programa de rem. Quatre anys més tard, als Jocs d'Atlanta, i com a membre de l'equip belarús, va guanyar la medalla de bronze en la prova del vuit amb timoner.
En el seu palmarès també destaquen dues medalles al Campionat del món de rem, de plata el 1991 i de bronze el 1995. El 16 de juliol de 2000 va ser expulsada de per vida de les competicions per dopatge.